# Паролдо
Паро̀лдо (на италиански: Paroldo; на пиемонтски: Paròd, Парод) е село и община в Северна Италия, провинция Кунео, регион Пиемонт. Разположено е на 640 m надморска височина. Населението на общината е 239 души (към 2010 г.).